# UV-Direktdruck

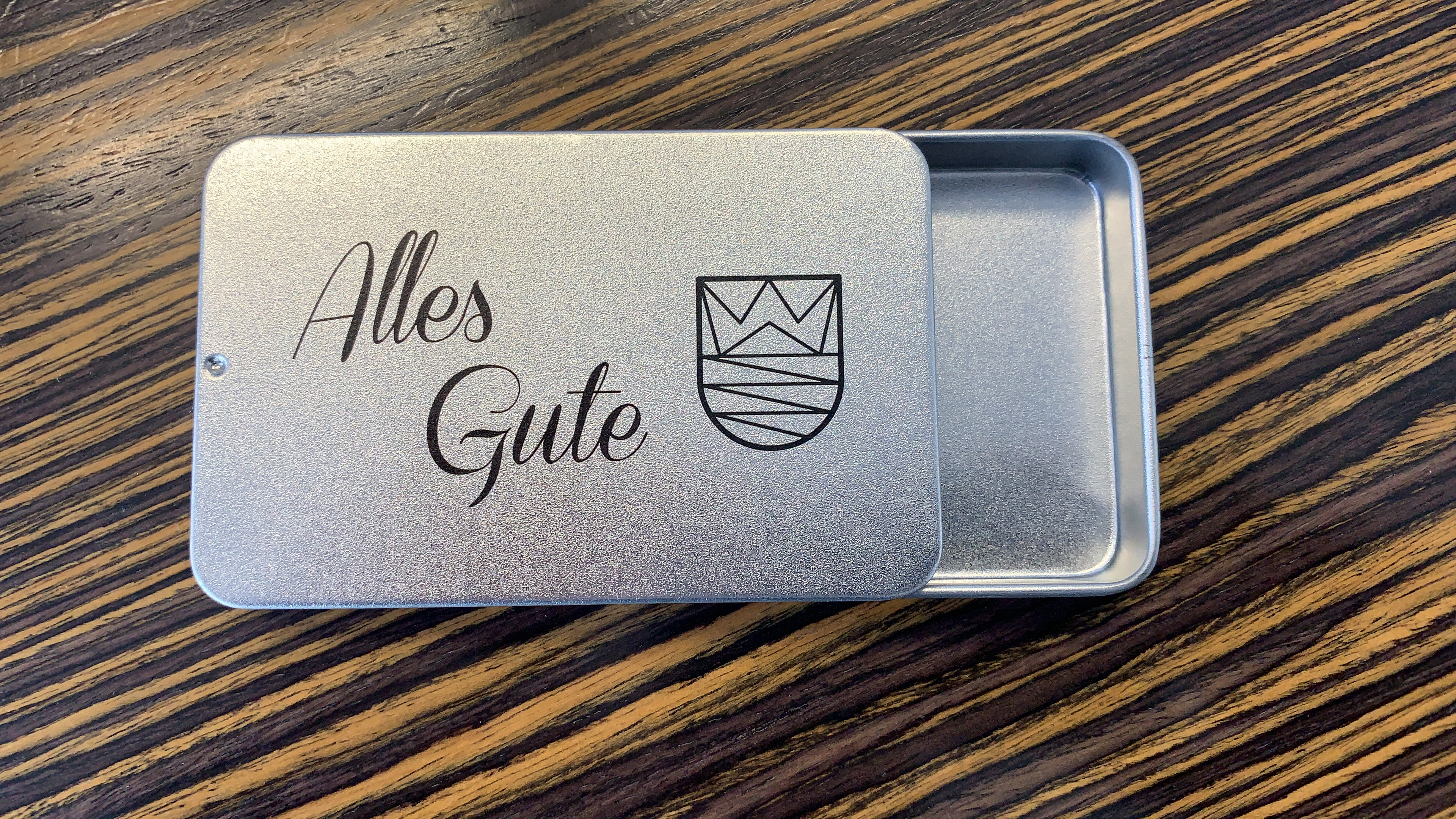
UV-Direktdruck auf Metall

Der UV-Direktdruck ist ein Druckverfahren, das dem Großformatdruck (Large Format Printing, LFP) zuzuordnen ist.
Der UV Druck ist eine Art von Digitaldruck, bei dem das Bild direkt vom Computer zur Druckmaschine übertragen wird.  Die Tinte liegt auf der jeweiligen Oberfläche auf und härtet erst bei Bestrahlung mit ultraviolettem Licht sofort aus. Als Ergebnis erhält man also einen Farbfilm auf dem bedruckten Material. Die dazu verwendete UV-reaktive Tinte enthält keine Lösungsmittel und schont damit die Umwelt.
Der wesentliche Unterschied zum herkömmlichen Tintenstrahldruck (wasser- oder lösemittelbasierend) ist, dass die Tinte nicht vollständig in das Material eindringt, sondern auf dem zu bedruckenden Material liegt. Dies ermöglicht es, nahezu alle Materialien zu bedrucken.

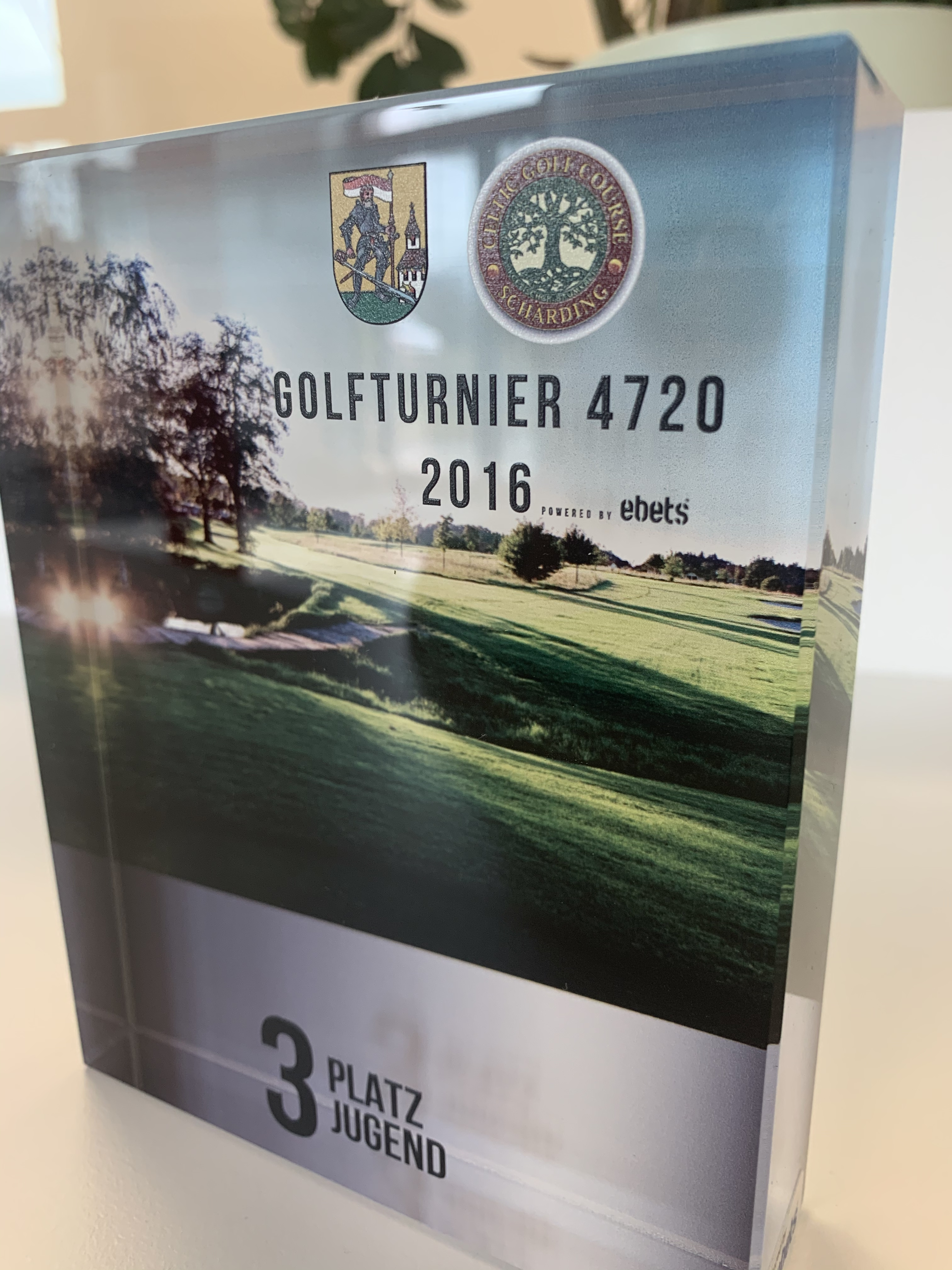
UV-Direktdruck auf Glas

## Funktionsweise
Die Tinte trocknet nicht – wie zum Beispiel auf einem Blatt Papier – an der Umgebungsluft ab, sondern wird direkt nach dem Auftrag auf die Oberfläche des Bedruckstoffes (Substrat) mit ultraviolettem Licht gehärtet. Die getrocknete Tinte hat eine leicht satinierte Anmutung, die einem bedruckten hochwertigen Papier sehr nahekommt. Daraus resultiert ein Nachteil in der Haltbarkeit unter Sonnenlicht oder widrigen Wetterbedingungen. Durch die UV-Aushärtung steigt zum einen die Festigkeit des Drucks und zum anderen entsteht ein leichter Schutz vor Vergilbung.

## Vor- und Nachteile des Direktdrucks

### Vorteile
- niedrige Kosten (durch den Druck direkt auf das Material ist keine Weiterverarbeitung wie z. B. Laminierung notwendig)
- hohe Flexibilität der Druckmaterialien
- Druck auf strukturierte Materialien (z. B. Warzenblech) möglich
- sehr hohe maximale Druckhöhe (ca. 10 cm)
- Druckfarbe Weiß als Abdeck-/Untergrund- oder Spotfarbe

### Nachteile
- kein Schutz gegen mechanische Beanspruchung wie bei laminierten Materialien
- meist beschränkte Plattengröße (gängige UV-Direktdrucker haben meist nur eine maximale Druckgröße von 3,20 m × 2,05 m)
- ohne Laminierung oder Lackierung keine Veränderung der Oberflächenanmutung möglich.

## Haltbarkeit
Die Haltbarkeit des UV-Direktdrucks nach dem heutigen Standard wird mit zwei bis drei Jahren im Außenbereich angegeben. Gerade Rottöne können bei starker Sonneneinstrahlung aber auch schon vor dieser Frist verblassen. Eine wesentliche Komponente dieser Haltbarkeitsangaben ist allerdings auch die Wahl des Materials. Abhängig von der Witterung und klimatischen Einflüssen kann nach dieser Zeit der Druck, da die Tinte auf dem Material liegt, abblättern.

## Gängige Druckmaterialien
- PVC-Hartschaumplatten (z. B. Kömacel) und PVC-Freischaumplatten (z. B. Forex)
- Aluminiumverbundplatten (z. B. Dibond)
- Hohlkammerplatten, besonders für kurzfristige Einsätze wie z. B. Wahlen geeignet
- PETG (ähnlich Polycarbonat)
- Holz
- Metall
- Pappe
- Acryl-/Plexiglas/Spiegel/Glas (Haftung muss durch Haftprimer oder spezielle Tinten gewährleistet werden. Durch den Primer ist eine Schlierenbildung nicht vollständig ausgeschlossen)

Durch die Rollenoption einiger Direktdrucker ist es möglich, auch klassische Rollenmaterialien wie Papier oder Planenmaterialien mit einem Direktdrucker zu bedrucken. Gerade im Bereich des kurzfristigen Messeeinsatzes kann diese Fertigungsmethode auch bei klassischen Präsentationsmedien wie Faltwänden verwendet werden. Der Vorteil liegt hier bei der vollständigen Trocknung der Tinte vor der Weiterverarbeitung. Dadurch lässt sich Zeit in der Verarbeitung sparen.

## Hersteller von Direktdruckmaschinen
Mittlerweile werden UV-Direktdrucker von nahezu allen bekannten Druckerherstellern angeboten. Im Wesentlichen unterscheiden sich die Maschinen der großen Hersteller durch die erreichbare Druckauflösung, die Weißdruck/Lackoption, die Rollenoption und die maximale Druckgröße. Im Jahr 2010 ist die Druckqualität der großen Hersteller auf ein nahezu gleiches Niveau angestiegen. Es ist abzusehen, dass der nächste Schritt die erreichbare Quadratmeterleistung bei gleich bleibender Druckqualität sein wird. Diese hat sich in den letzten zwei Jahren seit 2008 nahezu verdoppelt.
Ein weiteres besonders Merkmal sind die unterschiedlichen Sicherheitsvorkehrungen am Drucker, die z. B. Quetschungen verhindern und verhindern, dass der Bediener dem UV-Licht der Lampen direkt ausgesetzt wird. Auch die nicht ausgehärteten Tinten, die als Aerosol in die Umwelt gelangen, bergen erhebliche Gefahren. Ein weitgehender Schutz vor dem „Ink-Misting“ (Tintennebel) ist zwingend erforderlich.

## Druckqualität
Die anfängliche Druckqualität des UV-Direktdrucks war der des konventionellen Solventdrucks auf Vinylfolie (für z. B. Werbeschilder) stark unterlegen. Diese betrug noch im Jahre 2006 maximal 300 dpi. Im Jahre 2008 ist die maximal erreichbare Druckauflösung auf 1.440 dpi angestiegen. Damit sind auch hochwertige Fotodrucke z. B. auf Acrylglas oder Aluverbundmaterialien möglich. Die Druckqualität steht mittlerweile somit dem konventionellen Druck kaum nach und wird gerade wegen der satinierten Oberfläche des Drucks gerne für Dekorationsprodukte verwendet.